# Malthodes yunnanus
Malthodes yunnanus es una especie de coleóptero de la familia Cantharidae.

## Distribución geográfica
Habita en Yunnan (China).